# Canton de Brunoy
Le canton de Brunoy est une ancienne division administrative et une circonscription électorale française située dans le département de l’Essonne et la région Île-de-France.
À la suite du redécoupage cantonal de 2014, le canton est supprimé, et son territoire réparti entre les cantons  d'Épinay-sous-Sénart et d'Yerres.

## Géographie

### Situation
| Type d’occupation           | Pourcentage | Superficie (en hectares) |
| --------------------------- | ----------- | ------------------------ |
| Espace urbain construit     | 71,1 %      | 472,07                   |
| Espace urbain non construit | 14,0 %      | 92,76                    |
| Espace rural                | 14,9 %      | 98,71                    |
| Source : Iaurif             |             |                          |

Le canton était constitué de la seule ville de Brunoy dans l’arrondissement d'Évry. Son altitude variait entre trente-sept mètres et quatre-vingt-quatorze mètres à Brunoy, pour une altitude moyenne de cinquante-trois mètres.

### Composition

Le canton de Brunoy.

Le canton de Brunoy comptait une commune :
| Communes | Population (2012) | Code postal | Code Insee  |
| -------- | ----------------- | ----------- | ----------- |
| Brunoy   | 25 377 hab.       | 91800       | 91 2 05 114 |

### Démographie
| 1968   | 1975   | 1982   | 1990   | 1999   | 2006   | 2011   | 2012   |
| ------ | ------ | ------ | ------ | ------ | ------ | ------ | ------ |
| 16 031 | 22 727 | 23 899 | 24 468 | 23 617 | 25 856 | 25 492 | 25 685 |

### Pyramide des âges
| Hommes | Classe d’âge | Femmes |
| ------ | ------------ | ------ |
| 0,4    | 90 ans ou +  | 1,3    |
| 6,4    | 75 à 89 ans  | 9,5    |
| 12,5   | 60 à 74 ans  | 12,9   |
| 21,0   | 45 à 59 ans  | 20,8   |
| 19,7   | 30 à 44 ans  | 19,7   |
| 19,0   | 15 à 29 ans  | 17,5   |
| 21,0   | 0 à 14 ans   | 18,3   |

| Hommes | Classe d’âge | Femmes |
| ------ | ------------ | ------ |
| 0,3    | 90 ans ou +  | 0,8    |
| 4,4    | 75 à 89 ans  | 6,7    |
| 11,3   | 60 à 74 ans  | 11,9   |
| 19,9   | 45 à 59 ans  | 20,0   |
| 21,9   | 30 à 44 ans  | 21,4   |
| 20,6   | 15 à 29 ans  | 19,2   |
| 21,7   | 0 à 14 ans   | 20,0   |

## Historique

### Département deSeine-et-Oise
Entre 1793 et 1801, le canton de Brunoy dans l’ancien département de Seine-et-Oise et l’ancien district de Corbeil comprenait les communes de Boussy sur Yerres, Brunoy, Epinay sous Senard, Mandres, Perigny, Quincy sous Senart, Varennes, Ville Crème et Yerres. Il fut supprimé en 1801 et pour partie intégré au canton de Boissy-Saint-Léger. 
Le canton de Brunoy du département de Seine-et-Oise (arrondissement de Corbeil-Essonnes) a été recréé par scission du canton de Villeneuve-Saint-Georges par le décret du 28 janvier 1964. Il était constitué des communes de Boussy-Saint-Antoine, Brunoy, Épinay-sous-Sénart, Quincy-sous-Sénart, Varennes-Jarcy et Yerres.

### Département de l'Essonne
Le canton de Brunoy, division de l’actuel département de l’Essonne, fut créé par le décret no 67-589 du 22 juillet 1967, il regroupait à l’époque les communes de Brunoy, Boussy-Saint-Antoine, Épinay-sous-Sénart, Quincy-sous-Sénart, Varennes-Jarcy et Yerres. 
Le décret du 7 décembre 1975 le scinda afin de créer le canton d'Yerres avec la commune d’Yerres. 
Le canton fut à nouveau scindé par le décret du 24 janvier 1985 afin de créer le  canton d'Épinay-sous-Sénart en ne laissant que Brunoy comme ville-canton.
Un nouveau découpage territorial de l'Essonne (département) entré en vigueur à l'occasion des premières élections départementales suivant le décret du 24 février 2014. Les conseillers départementaux sont, à compter de ces élections, élus au scrutin majoritaire binominal mixte. Les électeurs de chaque canton élisent au Conseil départemental, nouvelle appellation du Conseil général, deux membres de sexe différent, qui se présentent en binôme de candidats. Les conseillers départementaux sont élus pour 6 ans au scrutin binominal majoritaire à deux tours, l'accès au second tour nécessitant 12,5 % des inscrits au 1er tour. En outre, la totalité des conseillers départementaux est renouvelée. Ce nouveau mode de scrutin nécessite un redécoupage des cantons dont le nombre est divisé par deux avec arrondi à l'unité impaire supérieure si ce nombre n'est pas entier impair, assorti de conditions de seuils minimaux. Dans l'Essonne le nombre de cantons passe ainsi de 42 à 21
Dans ce cadre, le canton est supprimé, et le territoire de la commune de Brunoy est réparti entre cantons d'Épinay-sous-Sénart et d'Yerres.

## Représentation

### Conseillers généraux du canton de Brunoy
| Période | Période | Identité         | Étiquette    | Qualité                                                              |
| ------- | ------- | ---------------- | ------------ | -------------------------------------------------------------------- |
| 1964    | 1979    | Pierre Prost     | DVD          | Sénateur, maire de Brunoy, président du conseil général de l'Essonne |
| 1979    | 1985    | Daniel Lobry     | UDF          | Conseiller municipal de Brunoy                                       |
| 1985    | 2001    | Laurent Béteille | RPR          | Maire de Brunoy                                                      |
| 2001    | 2008    | Michel Dumont    | UDF puis UMP | Adjoint au maire de Brunoy                                           |
| 2008    | 2015    | Édouard Fournier | PS           | Conseiller municipal de Brunoy                                       |

### Résultats électoraux
Élections cantonales, résultats des deuxièmes tours :
- Élections cantonales de 1994 : 55,02 % pour Laurent Béteille (RPR), 44,98 % pour Claudine Lavenu (PS), 49,94 % de participation[12].
- Élections cantonales de 2001 : 51,30 % pour Michel Dumont (UDF), 48,70 % pour Christine Malcor (PS), 59,57 % de participation[13].
- Élections cantonales de 2008 : 50,69 % pour Édouard Fournier (PS), 49,31 % pour Michel Dumont (UMP), 50,71 % de participation[14].

## Économie

### Emplois, revenus et niveau de vie
| Répartition des emplois par catégories socioprofessionnelles en 2006. |              |                                           |                                                   |                            |                          |                           |
|                                                                       | Agriculteurs | Artisans, commerçants, chefs d’entreprise | Cadres et professions intellectuelles supérieures | Professions intermédiaires | Employés                 | Ouvriers                  |
| Canton de Brunoy                                                      | 0,1 %        | 6,2 %                                     | 19,6 %                                            | 29,1 %                     | 32,6 %                   | 12,4 %                    |
| Département de l’Essonne                                              | 0,2 %        | 4,5 %                                     | 22,1 %                                            | 27,7 %                     | 27,6 %                   | 17,9 %                    |
| Moyenne nationale                                                     | 2,2 %        | 6,0 %                                     | 15,4 %                                            | 24,6 %                     | 28,7 %                   | 23,2 %                    |
| Répartition des emplois par secteurs d’activités en 2006.             |              |                                           |                                                   |                            |                          |                           |
|                                                                       | Agriculture  | Industrie                                 | Construction                                      | Commerce                   | Services aux entreprises | Services aux particuliers |
| Canton de Brunoy                                                      | 0,3 %        | 3,7 %                                     | 5,6 %                                             | 9,9 %                      | 8,8 %                    | 7,8 %                     |
| Département de l’Essonne                                              | 0,8 %        | 11,5 %                                    | 6,1 %                                             | 15,4 %                     | 18,8 %                   | 6,4 %                     |
| Moyenne nationale                                                     | 3,5 %        | 15,2 %                                    | 6,4 %                                             | 13,3 %                     | 13,3 %                   | 7,6 %                     |
| Sources : Insee,                                                      |              |                                           |                                                   |                            |                          |                           |

## Pour approfondir

## Sources
1. ↑  Fiche multicommunale d’occupation des sols en 2008 sur le site de l’Iaurif. Consulté le 17/11/2010.
2. ↑  Structure de la population du canton de 1968 à l'année de la dernière population légale connue
3. ↑  Fiches Insee - Populations légales du canton pour les années 2006, 2011, 2012
4. ↑  Pyramide des âges cantonale 2009 sur le site de l’Insee. Consulté le 08/07/2012.
5. ↑  Pyramide des âges de l’Essonne en 2009 sur le site de l’Insee. Consulté le 07/07/2012.
6. ↑  « Décret du 28 janvier 1964 portant modification de limites territoriales de cantons et création de nouveaux cantons (Seine-et-Oise) », Journal officiel de la République française,‎ 30 janvier 1964, p. 1090-1092 (lire en ligne [PDF]).
7. ↑  JO du 22/07/1967 sur le site legifrance.gouv.fr Consulté le 01/01/2009.
8. ↑  Texte du décret du 7 décembre 1975 portant modification des limites cantonales sur le site legifrance.gouv.fr Consulté le 20/05/2009.
9. ↑  Texte du décret du 24 janvier 1985 portant modification des limites cantonales sur le site legifrance.gouv.fr Consulté le 20/05/2009.
10. 1 2 3  Décret no 2014-230 du 24 février 2014 portant délimitation des cantons dans le département de l'Essonne.
11. ↑  Article 4 de la loi du 17 mai 2013 modifiant l'article L. 191-1 du code électoral.
12. ↑  Résultats de l’élection cantonale 1994 sur le site du Figaro. Consulté le 21/10/2009.
13. ↑  Résultats de l’élection cantonale 2001 sur le site du ministère de l’Intérieur. Consulté le 20/05/2009.
14. ↑  Résultats de l’élection cantonale 2008 sur le site du ministère de l’Intérieur. Consulté le 20/05/2009.
15. ↑  Rapport statistique cantonal sur le site de l’Insee. Consulté le 27/04/2010.
16. ↑  Rapport statistique départemental sur le site de l’Insee. Consulté le 16/08/2009.
17. ↑  Rapport statistique national sur le site de l’Insee. Consulté le 05/07/2009.